# Retrorefleks
Ved retrorefleks (ordet er sammensat af retro-, latin retro 'tilbage', og refleks, reflexus 'bøje tilbage') kastes den reflekterede stråling tilbage i retning mod kilden med minimal spredning.
Retrorefleksion opnås gennem en speciel struktur i materialers overflade, der kan skabes enten via små hjørnereflektorer eller småglaskugler.
En retroreflektor fungerer ved et bredt område af indfaldsvinkler, i modsætning til et plant spejl, som kun gør dette, hvis spejlet er nøjagtigt vinkelret på indkommende lys og har en indfaldsvinkel på nul. Når retroreflektoren er belyst, er dens refleksion lysere end en diffus reflektor.